# Eucithara vexillum
Eucithara vexillum é uma espécie de gastrópode do gênero Eucithara, pertencente à família Mangeliidae.